# Komitet Olimpijski Serbii

Logo OKS

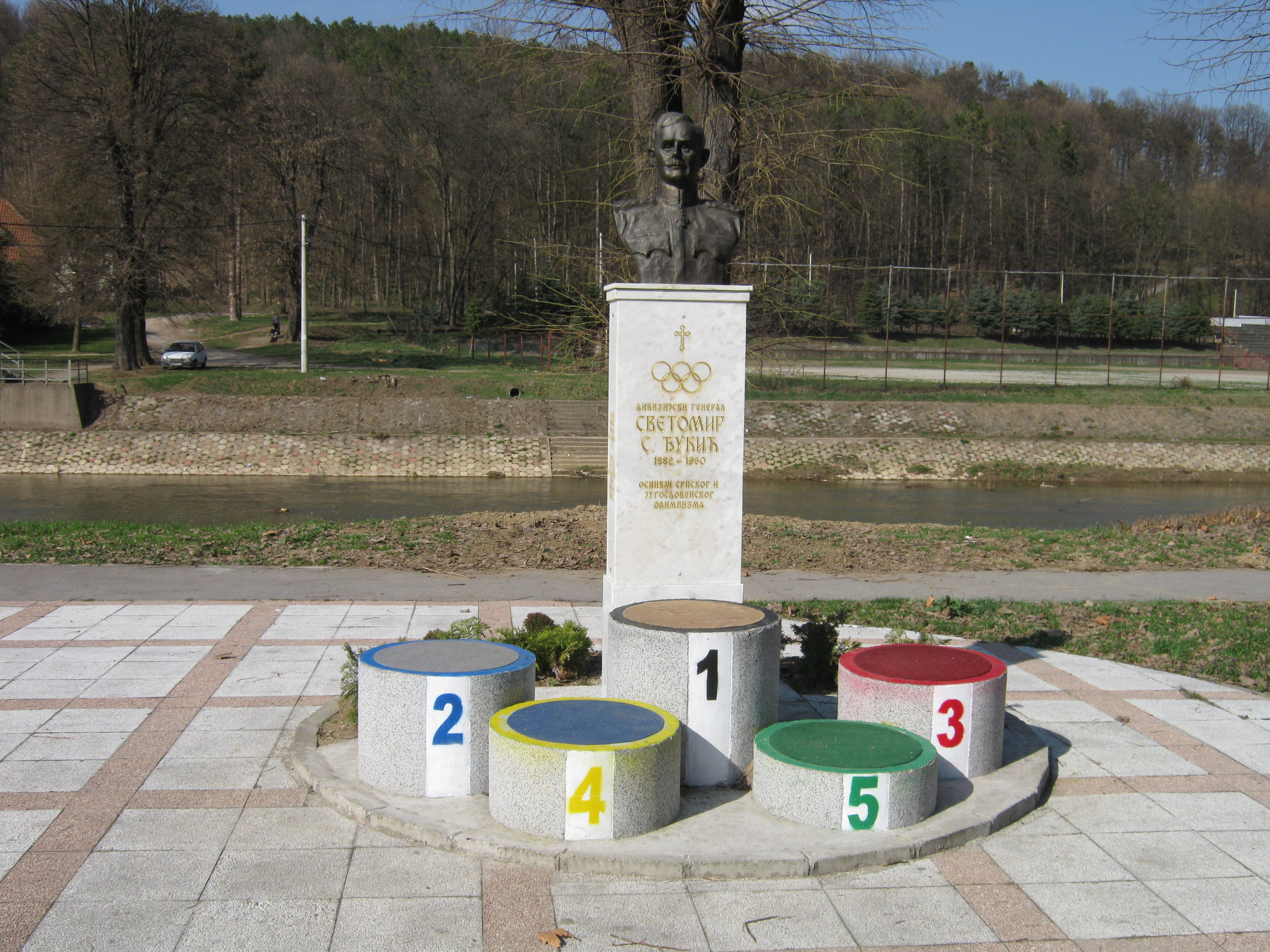
Pomnik Svetomira Đukicia, założyciela Komitetu Olimpijskiego Serbii, w Valjevie

Komitet Olimpijski Serbii (serb. Olimpijski komitet Srbije / Олимпијски комитет Србије), OKS/ОКС – organizacja sportowa koordynująca serbskie organizacje sportowe, funkcjonująca jako Narodowy Komitet Olimpijski Serbii oraz Narodowy Komitet Paraolimpijski Serbii.
Komitet zrzesza 43 organizacje sportowe, wliczając w to 39 sportowych federacji.
Historia ruchu olimpijskiego na ziemiach serbskich rozpoczyna się 23 lutego 1910 roku, gdy założono Serbski Klub Olimpijski. W 1911 r. zmienił on nazwę na Centralny Klub Olimpijski, by ostatecznie przyjąć nazwę Serbskiego Komitetu Olimpijskiego 17 lipca 1912 r. Tego samego dnia kongres MKOlu obradujący w Sztokholmie przyjął Komitet w swoje grono. Po I wojnie światowej i powstaniu nowego państwa – Królestwa Serbów, Chorwatów i Słoweńców, 14 grudnia 1919 roku powstał Jugosłowiański Komitet Olimpijski z siedzibą w Zagrzebiu, który przejął wszystkie dotychczasowe funkcje OKS-u.
Po rozpadzie Serbii i Czarnogóry to Serbia była prawnym kontynuatorem państwowości Serbii i Czarnogóry. Tak więc Olimpijski Komitet Serbii i Czarnogóry 8 czerwca 2006 roku zmienił nazwę i powrócił korzeniami do historii Olimpijskiego Komitetu Serbii.
Komitet Olimpijski Serbii należy do: Międzynarodowego Komitetu Olimpijskiego, Stowarzyszenia Narodowych Komitetów Olimpijskich (ANOC), Europejskiego Komitetu Olimpijskiego, Międzynarodowego Komitetu Igrzysk Śródziemnomorskich, Stowarzyszenia Narodowych Komitetów Olimpijskich Bałkanów (ABNOC).